# Franz Tewele

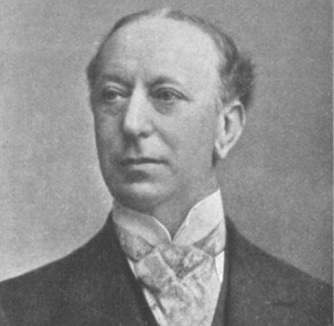
Franz Tewele

Franz Tewele als "Kammerdiener Lutz" in Alt-Heidelberg, 1902

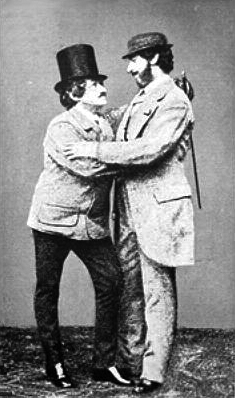
Rollenbild mit Josef Matras 1868

Franz Tewele (geboren als Franz Teweles am 29. Juli 1841 in Wien; † 10. September 1914 in Bad Ischl) war ein österreichischer Schauspieler und Theaterdirektor.

## Leben
Franz Tewele war der Sohn eines Militärbeamten, dessen Begeisterung für das Theater sich auf seinen Sohn übertragen sollte. Nach dem Abschluss der für Unteroffiziere eingerichteten Genieschule in Krems, zwei Jahren Studium an der Technischen Hochschule Wien und Ausbildung bei Karl Wilhelm Meixner (1815–1888) in Wien hatte Tewele seinen ersten Auftritt im Mai des Jahres 1859 (in Rose und Röschen von Charlotte Birch-Pfeiffer) und wirkte in Brünn, Preßburg, Ödenburg, Lemberg, Graz (1861–64) sowie München (1864/65), wo sein Talent als Komiker entdeckt und er zum königlich baierischen Hofschauspieler ernannt wurde. Ab 17. März 1865 gehörte er, zunächst im Liebhaberfach engagiert, zum Ensemble des Wiener Carltheaters. 1867 wurde über ihn, der unweit des Carltheaters in der Novaragasse 36 wohnte, der Konkurs eröffnet. Anfang 1869 übte Telewe am Carltheater im Rahmen der Proben für Jacques Offenbachs Totos Schloss das Vélocipède-Fahren und, obwohl schon geübt, erlitt dabei sturzbedingt im rechten Bein einen zweifachen Knochenbruch, dessen Heilung Monate in Anspruch nahm. Mit 1. Mai 1872 schied der Schauspieler aus dem Ensemble des Carltheaters aus, um zunächst an deutschen Bühnen zu gastieren und im Herbst des Jahres zu Heinrich Laube (1806–1884) an das neu eröffnete Wiener Stadttheater zu wechseln.
Als Nachfolger von Franz Jauner (1831–1900) übernahm Tewele im September 1878 die (bis 1882 dauernde) Direktion des Carltheaters,. Tewele, der in Theodor Fontanes Roman Graf Petöfy erwähnt wird, war sehr populär und unternahm unter anderem mit seinen Bühnenpartnern Josefine Gallmeyer (ab 1872 kurzzeitig seine Verlobte) und Wilhelm Knaack Gastspielreisen bis in die USA. 1887 kam er an das Berliner Residenz-Theater, 1890 trat er in das Ensemble der Deutschen Volkstheaters ein.
Aus Anlass des Gedenktages des vor 50 Jahren erfolgten ersten Auftretens als Schauspieler wurde 1909 eine Bronzeplakette geprägt, die unter dem Brustbild des Jubilars die Inschrift trug: 1859–1909. Franz Tewele. Zur Erinnerung an seine 50jährige Bühnenwirksamkeit. Deutsches Volkstheater in Wien. 22. April 1909. Tewele lebte mit seiner Ehefrau Maria geb. Löscher (1850–1929), einer österreichischen Sopranistin, die er 1872 in Köln geheiratet hatte, vor allem während der Sommer in seiner Villa in Unterach am Attersee.
Erst in den allerletzten Lebensjahren kränkelte Tewele und konnte sich nur mühsam, auf einen Stock gestützt, fortbewegen. Fünf Wochen vor seinem Ableben war er in das Sanatorium des Kaiserin-Elisabeth-Spitals Bad Ischl übersiedelt, regelmäßig besucht insbesondere von Alexander Girardi und Katharina Schratt. Franz Tewele wurde am 12. September 1914 in Unterach am Attersee beigesetzt.

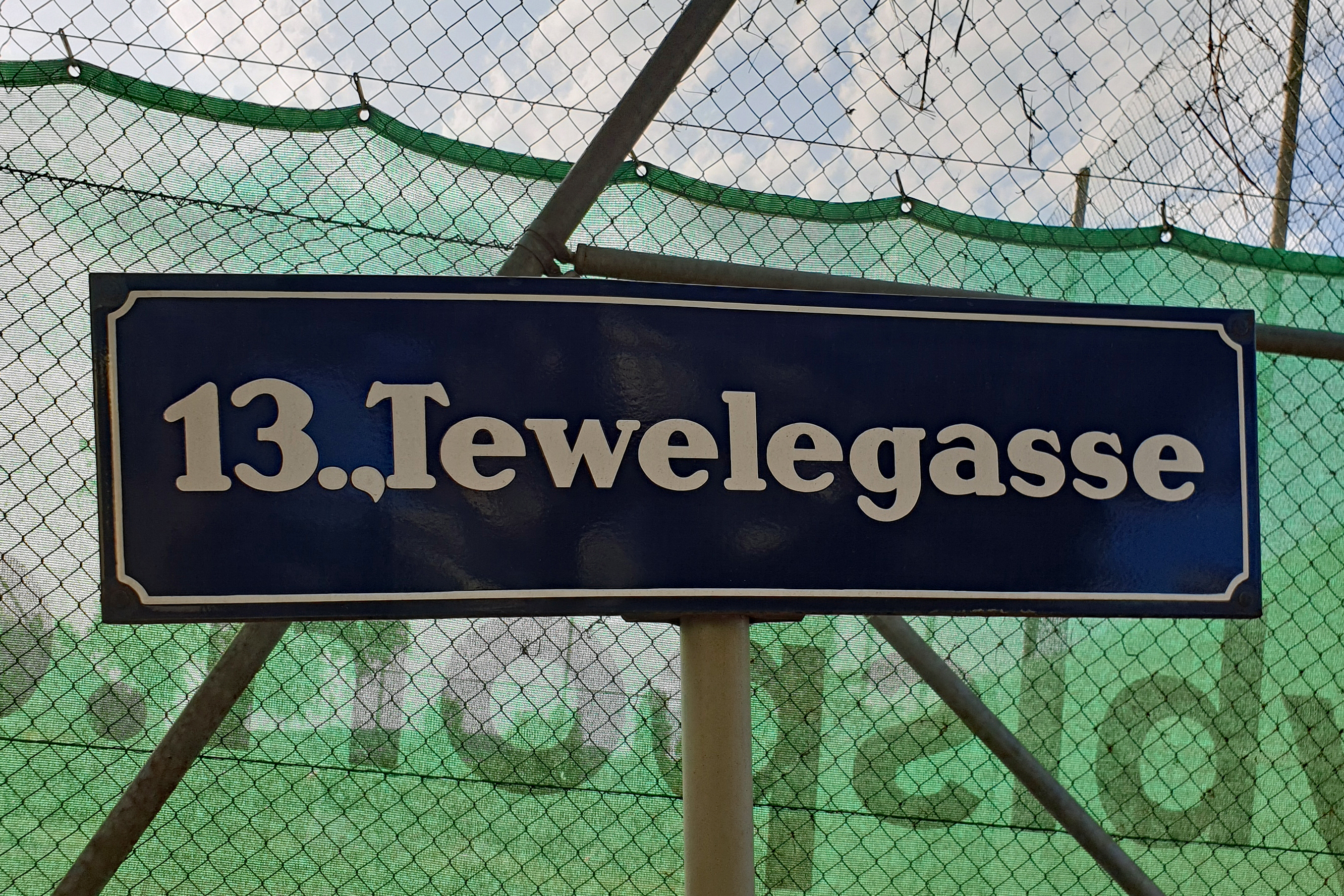
Straßenschild Tewelegasse

1955 wurde in Würdigung des Schauspielers in Wien-Hietzing die Tewelegasse benannt; 151 Briefe aus seinem Nachlass befinden sich in der Wienbibliothek.

## Tondokumente
Im Jahre 1902 besprach Tewele für die Gramophone mehrere Schallplatten (Gramophone Concert Record)
- GCR 41 158 (mx. 1015 x), Die verdorbene Freud’ (Text: Klesheim)
- GCR 41 159 (mx. 1016 h), Der Wirt und der Teufel
- GCR 41 219 (mx. 2421 g), a) Des Übels Wurzel, b) Die letzte Quadrille
- GCR 41 221 (mx. 2488 g), Die verdorbene Freud’ (Text: Klesheim)
- GCR 41 277 (mx. 2422 g), a) ‘s Blitzen, b) Schneuztüacheln
- GCR 41 278 (mx. 2487 g), Lacrimae Christi (Text: H. Seidel)